# Krystallines nychtes
Krystallines nychtes (grec: Κρυστάλλινες νύχτες Nits de cristall) és una pel·lícula dramàtica de Grècia del 1992 dirigida per Tonia Marketaki. Fou projectada a la secció Un Certain Regard de la 45è Festival Internacional de Cinema de Canes.

## Sinopsi
A Atenes, l'any 1936, Isabella, una alemanya, està casada amb un oficial grec. És propera al moviment nazi i evoluciona en el cercle al voltant de Metaxas. És membre d'un moviment místic, una mica bruixa i dotada de telepatia. S'enamora d'Alberto, un jueu ros de 18 anys que vena gelats. Ella troba que té la "mirada del diable". El seu amor és impossible a causa de les convencions socials: edat, classes socials, racisme. Quan l'Alberto desapareix, la Isabella utilitza la màgia per intentar recuperar-lo. Ella ho aconsegueix, però Alberto es veu reduït a l'estat de zombi sense voluntat. Per alliberar-lo, se suïcida. No obstant això, aconsegueix renéixer molt a prop d'ell, durant la guerra. Es reencarna en Anna, una nena d'una família jueva que viu al mateix edifici que l'Alberto. Per estar sola amb ell, denuncia els altres jueus de l'edifici a la Gestapo. Al final de la guerra, l'Alberto adopta l'Anna, que ha quedat òrfena. Quan l'Anna creix, ho fa tot per recuperar el cor del seu únic amor. L'Alberto, però, s'adona que l'Anna està habitada per l'esperit d'Isabella.

## Repartiment
- François Delaive - Albert
- Michele Valley - Isabella
- Tania Tripi - Anna
- Katerina Baka
- Spiros Bibilas
- Yorgos Charalabidis
- Kelly Ioakeimidou
- Kelly Karmiri
- Faidon Kastris
- Dimitris Katsimanis
- Alexandros Koliopoulos
- Frosso Litra
- Giorgos Mihailidis
- Ovidiu Iuliu Moldovan
- Tassos Palatzidis
- Manos Vakousis
- Melina Vamvaka
- Manos Pantelidis - The Snitch (uncredited)